# Doídeos
Doídeos (Doidae) são uma pequena família de mariposas com distribuição exclusivamente no Novo Mundo, com espécies ocorrendo na América Central, sudoeste dos Estados Unidos e norte da América do Sul.

## Posicionamento taxonômico
Doidae foi elevado à categoria de família por Julian P. Donahue e John W. Brown em 1987. Eles têm uma história taxonômica complexa e já foram colocados em Geometridae, Arctiidae, Lymantriidae e Dioptidae, entre várias outras famílias. Como família, Doidae foi anteriormente incluída na superfamília Noctuoidea, mas foi transferida para Drepanoidea em 2011 por van Nieukerken et al.

## Gêneros e espécies
A partir de maio de 2024, o Global Biodiversity Information Facility lista sete espécies em dois gêneros para Doidae:
- Gênero Doa Neumoegen & Dyar, 1894 - gênero-tipo[1]
  - Doa ampla (Grote, 1878) - Sudoeste dos EUA, México[5]
  - Doa cubana Schaus, 1906 - Cuba[6]:158
  - Doa dora Neumoegen & Dyar, 1894 - México,[7]:111 Califórnia[8]
  - Doa raspa Druce, 1894 - México,[9] Belize[10]
  - Doa translucida Dognin, 1910 - Colômbia[11]

- Gênero Leuculodes Dyar, 1903
  - Leuculodes lacteolaria Hulst, 1896
  - Leuculodes lephassa Druce, 1897